# Richard Šafárik
Richard Šafárik (ur. 26 lutego 1975 w Nowych Zamkach, zm. 3 marca 2009 w Żylinie) – słowacki hokeista. Zmarł po ciężkiej chorobie (stwardnienie zanikowe boczne).

## Kariera klubowa
- HK Nitra (-1993)
- Gatineau Olympiques (1993–1995)
- HK Nitra (1995–1997)
- MsHK Žilina (1997–2004)
- HK Dukla Trenczyn (2004–2005)
- ŠHK 37 Piešťany (2005)
- MHC Martin (2005)
- Dukla Trenczyn (2005)
- HK 95 Považská Bystrica (2005)
- Cracovia (2005–2007)
- Újpest FC (2007–2008)